# Wang Shuang
Wang Shuang (født 23. januar 1995) er en kinesisk fodboldspiller, der spiller som midtbanespiller for Paris Saint-Germain og Kinas kvindefodboldlandshold.